# Heather Thatcher
Heather Thatcher (Londres, 3 de setembro de 1896 — Londres, 15 de fevereiro de 1987) foi uma dançarina britânica e atriz de cinema e teatro.
Em 1922, Thatcher era uma dançarina. Era especialmente notória pela sua interpretação de uma dança egípcia harém. Suas roupas exóticas foram projetadas na Rússia. Eles apresentavam estêncil fendas na cintura, trouserettes e mangas. Seu traje foi anunciado como o mais ousado traje já mostrado na Grã-Bretanha.[carece de fontes?]